# 国民クイズ
『国民クイズ』（こくみんクイズ）は、原作：杉元伶一・作画：加藤伸吉による漫画作品。1993年より『モーニング』（講談社）にて連載。全4巻。

## 概要
議会制民主主義体制崩壊後、クイズをクリアすることで権利を得る「国民クイズ体制」に移行した日本を舞台とするディストピア作品である。
一度絶版となったが、ファンの要望により太田出版から上下巻の復刻版が発行された。
2025年1月、Netflixシリーズとして実写化されることが発表された。主演は山田孝之。

## あらすじ
近未来の日本。完全失業率は八割を超え、都市部では深刻な食糧不足が発生していた。そんな暗黒時代の中、自身の思想から日本国内に多くの信者を生んだクイズ王である獄間沢幸之助が内閣の総辞職と国会の解散を突如要求し、「国民クイズ体制」の樹立をテレビで宣言。直後、獄間沢に感化された信奉者が国会議事堂を襲撃。のちに「平成の大革命」と呼ばれるこの政変によって旧体制は消え去り、獄間沢率いる臨時政府が樹立された。新たな政府指導者となった獄間沢は憲法を改正して国民クイズ体制を導入。国民クイズ政権が発足し、獄間沢は首相に就任するも、まもなく暗殺されてしまった。
その後、日本は世界を牛耳る極超大国へと変貌。そして、議会制民主主義を捨て、国民各々がテレビ番組「国民クイズ」での合格によって特権を勝ち取り、自身の望みを叶えるという異形の全体主義国家となっていたのである。
本作の主人公であるK井K一は、かつて国民クイズに出場し失格したため、強制労働として「国民クイズ」の司会を強要されていた。K井は「国民クイズ」の司会者として国民から圧倒的な支持を受け、日々の番組を遂行した。 ある日、娘に会うべく脱走したK井は、娘を人質に国民クイズ体制崩壊計画への手助けを迫る佐渡島共和国の工作員（憂木響子）と、K井の待遇改善および家族との面会を随時許可するという国民クイズ省の官僚（本選局長の森山茂三並びに制作部長の内藤）との双方と取引を交わす。
K井たちは、憂木や日本国内で活動する反政府組織「本格派」と共に国民クイズ体制打倒に着手する。一方、佐渡島共和国と米国、イギリス、フランス、ロシア、中国などによる主要国会議では、国民クイズ体制の打倒とその後の日本分割統治の計画が進められていた。
佐渡島共和国とK井の工作によって国民クイズの不備や不正疑惑が浮上。国内のみならず、国際社会までもがニュースに取り上げる事態となった。国民クイズ省は、事態の沈静化を図るべく、毎晩欠かさず放送していた国民クイズを1週間休止させる異例の措置を講じる。放送休止措置が解除された3月1日、かねてより国民クイズ体制打倒をもくろんでいた米国率いる連合国が日本への空爆を決行。同時に、日本を独占すべく他の大国を裏切った佐渡島共和国は、K井や本格派の一味などを総動員して国民クイズ体制打倒のクーデター計画を実行していた。
しかし、日本国民は国民クイズ体制の崩壊など望んでおらず、クイズ再開を求めた大群が国民クイズ省ビル（旧国会議事堂）に押しかける。国民クイズ体制の維持を求める国民の強固な意志を前に、米国率いる連合国や佐渡島共和国は日本の占領を断念。ほどなくして日本では新たな司会者の下、第2次国民クイズ体制が発足した。世界各国でも国民クイズ革命が勃発し、国民クイズ体制は優れた政治制度として国際的に認められていく。
一方、それまで反政府工作に協力していたK井は司会者を解任されてしまう。国民クイズ体制打倒を目指して戦った本格派らと共に、シベリアで終身労働の刑を科されていた。そんな中、憂木率いる佐渡島共和国の部隊が突如K井らの救助に駆けつける。だが「ほっといとくれ…ここが俺の死に場所だ」とうなだれるK井に「私たちは生きている限りあきらめない!」「私たちの闘いに賛同してくれる人たちは世界中にまだいるはず!!」と激励しマイクを投げる憂木。投げられたマイクを力強く手にするK井。憂木から「戦いには熱狂が必要よ！あなたならマイク一つで…熱狂を生み出せる‼︎」と発破をかけられたK井の目は生気に満ちていた。

## 登場人物

### 主要人物

#### K井K一
本名は川井啓一。別名KK27331号。テレビ番組「国民クイズ」の司会者。かつては役者だったが、とある望みのため国民クイズに出場し失格。その後「B級不合格者」としての無償奉仕労働として司会業を行う。司会者としては国民支持率98％という圧倒的な人気を誇る。

#### M田A子
本名不明。別名MM2206号。K井とペアを組む副司会者。K井と同様、不合格者として奉仕労働をしている。元アイドル。

#### D門E吉
本名不明。国民クイズの番組ディレクター。K井を最も近くで管理する立場にあり、生放送中の指示も行う。「第2次国民クイズ体制」発足後は、K井に代わり国民クイズの司会を務める描写がある。番組スタッフからは「ディー」と呼ばれている。

#### 内藤
国民クイズ省本選局制作部長。本選局長のブレーン的立場にあり、本選局での真の実力者。省内における本選局の地位向上のためK井の利用を画策。

#### 森村茂三
国民クイズ省本選局局長。次期事務次官の有力候補であり、予選局や広報局を取り込んで現事務次官派と対立している。

#### 村越
SS隊隊長。クイズ合格者の希望を施行する賞与局の中で、借金返済などホワイトカラーの業務範疇を超えた、殺人・縁切り等を担う武闘派。銃器、拷問、洗脳などを駆使する。

#### 真部麻里子
K井の実の娘。K井の離婚後は母である市子のもとで生活をしている。母は慕っているが、同居する祖母には反発している。K井の国民クイズ出場の真相を探るべく行動を起こす。

#### 真部市子
K井の元妻。日本有数の総合商社、真部物産社長。創業者である父・真部松太郎の死後、その跡を継いで社長に就任した。K井とは社長就任後に離婚している。

#### 憂木響子
佐渡島共和国国防軍特殊工作隊所属。佐渡島共和国の国民クイズ打倒計画に従い、日本国内に潜入し「本格派」と接触を図る。

#### 南原聖次、菊池聡、谷川修
反国民クイズ統一戦線「本格派」の構成員。K井の暗殺をもくろむ。テレビ1台の購入にローンを組むほど困窮している。

#### 徳田順一郎
佐渡島共和国の大統領。米国・英国・フランス・ロシア・中国などの主要各国の首脳と共に、日本の国民クイズ体制の打倒を狙う。首脳らに対して、日本の分割統治を約束しているが、実際は佐渡島人による日本列島全体の統治をもくろんでいる。物語終盤にて、国民クイズの放送休止に困惑する日本国民へ、ゼネスト実行や国民クイズ体制打倒を呼びかける。

#### 獄間沢幸之助
国民クイズ体制の創設者とされる人物。東京都大田区の和菓子屋「正解屋」の跡取りで、天才的頭脳によりクイズ番組荒らしで名を馳せた。ある日、仕込み中に変化した餡の大黒様から「クイズで人を救え」との啓示を受ける。暗黒の大恐慌時代に政府のPR番組で行われたクイズコーナー「当てろコノヤロー」に出場。優勝者に与えられる希望商品の代替として無制限出場および3分間の講話を要求。優勝を果たし「大黒通信」と名づけた講話で国民クイズ体制の基本理念を番組内で喧伝する。
3年間連続優勝の日に希望商品として内閣総辞職および国会解散を要求、国民クイズ体制の樹立宣言という形でクーデターを実行。自身の熱狂的な信奉者を率いて、革命・憲法改正を成し遂げ国民クイズ体制を実現させたが、まもなく暗殺されたと語られている。

### 国民クイズの合格者

#### 柿谷忠彦
賞与映像に登場。希望賞品は「8つの金融機関から借りた3億円の借金を清算する事」。柿谷の願いは借金返済のみならず、特に取り立ての厳しかったサラ金会社社長の殺害も含まれておりSS隊が出動。潜伏先の小屋に突撃し社長へ自害を促したが、抵抗したため正当防衛として殺している。

#### 埼玉の岸野くん
希望賞品は「いなくなった犬を探してほしい」。目標得点は190点。犬の名前はギル。決勝「賢者の国」では、他の回答者が不正解の中で冷静に早押しを制し、早々に目標得点をクリア。番組のエンディングにて神輿に乗ったギルが登場し、再会を果たした。

#### 秋田の横田さん
希望賞品は「エッフェル塔が欲しい」。目標得点は60,211,905点。最終問題に正解して目標得点を達成、希望賞品のエッフェル塔を獲得した。

#### 丸岡重三郎
「国民クイズニュース」に登場。希望賞品は「日本でベンツを乗れるのは俺だけにしろ」。目標達成後、全国でメルセデス・ベンツの一斉没収が行われた。

#### 熱狂的な阪神ファン
「国民クイズニュース」に登場。希望賞品は不明。阪神の攻撃に限り、チェンジに9アウトを要するという特別ルールが採用され、阪神タイガースが17連勝を達成。これにより巨人戦が7時間半など試合時間が長引き、選手たちは疲れきってクタクタだとニュース内で報じられた。

#### 坂本美子
賞与映像に登場。肥満体の不細工な女性。希望賞品は「浮気相手である竹内ユカリと主人との関係を断ち切ってほしい」。目標達成後、SS隊は竹内ユカリを国外追放処分とし、飛行機で砂漠へ置き去りにした。また不倫は男女同罪として、夫に対し坂本美子と毎晩最低3回性交することを義務付けた。K井は「あの奥さんとそ……そりゃ地獄だ!!」と笑い転げた。

## 設定

### 日本
世界最大の経済大国かつ、最大の核保有国。人口は1億5000万人。アメリカから第7艦隊をレンタルするなど軍事大国でもある。日本は、武力・経済力を背景に国連の理事長国となっており、文字通り世界をひれ伏させている。領土は樺太を含む模様。
国民クイズ体制は、あなたのための全体主義を標榜する一方、主権在民でもある。また、究極の官僚支配体制だが、政治家は一定の影響力を持ち、投票制度も形骸化しつつ残っている。状況により首相が国民クイズ省の官僚をシベリア送りにすることも可能。天皇制および宮内庁は残存し、学校では「歌え君が代、掲げよ日の丸」と命じている。

### テレビ番組「国民クイズ」
日本国政府国民クイズ省が制作するクイズ番組。毎日19時から23時までの4時間放送される。番組構成は、500名の出場者および希望賞品の紹介、過去の合格者の賞与映像、ふるい落としクイズ、決勝、エンディング。番組の合間には日本政府の各省庁および関係機関等の風刺が効いたCMが流れる。

#### 日本国憲法第12章 国民クイズ（国民クイズの地位）
第104条「国民クイズは国権の最高機関であり、その決定は国権の最高意思、最高法規として、行政・立法・司法、その他ありとあらゆるものに絶対・無制限に優先する。本憲法もその例外ではない。」とされている。

#### 予選
挑戦者はまず「希望する賞品」を提示し、希望の大きさによってコンピューターが得点を算出。そこへ「生まれつきの個体差のハンデを無くす」ためにIQの値を掛けた数値がそれぞれの目標得点となる。全国各地で行われる地方予選に出場し、目標得点の50％を獲得できれば本選進出。

#### ふるい落としクイズ
本選では、予選突破者500名による「ふるい落としクイズ」が行われ、このブロックからテレビ放映される。
三択クイズが計100問出題され、正解で100ポイント獲得、不正解・無回答で100ポイントマイナスとなる。
決勝進出ノルマは10,000点、すなわち全問正解が必須。一見まともな問題もあるが、「世間に普及していない情報が出題され、クイズ直後に正解を発表する政府広報が入る」「無造作に転がるサイコロの目を当てる」など、最終的には運の強さで正誤が決定される。
予選脱落者は顔面にスライムがかかり、K井による「消え失せなさい!」の声と共に穴へ落とされる。その後は強制労働に従事することとなる。

#### 決勝「賢者の国」
決勝進出者の数だけ出題される（6人なら6問）。
問題の前に賭け点を提示する。これは持ち点にかかわらず無制限であり、いきなり目標得点分を賭けることも可能。
クイズは早押し形式で行われ、一問につき一人しか解答できない。解答者以外の挑戦者は答えの正誤にかかわらず全員減点となる。
目標得点達成者の希望賞品は、国民クイズ省賞与局及びSS隊により、あらゆる国家権力を用いて叶えられる。ただし1点でも足りなければ不合格者となり、ランクA～Dの「戦犯判決」を受ける。ランクに応じて強制労働や財産没収などの過酷な罰が課せられる（B級：刑務所の掃除夫20年など、K井はB級不合格者）。なお、A級不合格者の没収財産は、人間を含めて競売（日本武道館での公開オークション）にかけられ、換金されたうえで国庫に入れられる。
B級不合格者における強制労働の場所はシベリアが多いようで、作中にて「シベリア送り」という言葉が幾度も出てくる。ちなみにシベリアに送られたB級不合格者の平均生存年数は5年。

#### 賞与映像
成就された願望のうち、視覚的におもしろいものの場合は後日の国民クイズで華々しく公開される（SS隊による殺人依頼の遂行など。政治的意図も多分に含まれる）。

#### 番外：こくみんといっしょ
議会制民主主義の問題点と国民クイズ体制の優越性を解説する目的で制作された子ども向け番組。クイズではなく、ドラマ形式で構成される。

#### 番外：特別報道番組　映像で見る国民クイズの歴史
国民クイズ体制樹立に至るまでの歴史を振り返る番組。「国民クイズの日」である8月15日に放映される。作中では国民クイズ体制の創始者である獄間沢幸之助の生涯を伝えている。

### 国民クイズ省
テレビ番組「国民クイズ」を運営する政府機関。D門の言動などから大蔵省や通商産業省をはじめ他の政府機関を上回る権力・影響力の保持が示唆されている。物語中盤にK井と取引を交わした森山は、クイズ本番の放映等を担当する内局・本選局の局長、また内藤は本選局内の制作部長である。省内は森山局長と現事務次官がそれぞれ率いる二つの派閥に分裂しており、権力闘争を繰り広げている。物語終盤、国連によって決行された日本に対する厳しい経済制裁が原因で、現事務次官率いる一派が国外逃亡。その結果、森山が新事務次官、内藤が新本選局長にそれぞれ就任した。
他の内局には本選局や地方予選局のほか、広報局・保安局・情報調査局・海外派兵局・賞与局などがある。海外派兵局が中東の紛争解決やロサンゼルスにある寿司屋の警備のために、原子力空母「大原麗子」やミサイル艦「島倉千代子」などを引き連れて戦争さながらの上陸作戦を敢行した。なお、海外派兵局は自衛隊とは別組織だが、文民統制に従い、局長会議でも採決に加わらないとするのが局長の主義で、それ以前にクイズ合格者には絶対服従である。
そのほかの関連組織として賞罰庁や、武装組織・賞罰施行委員会（通称：SS隊）などがある。

### 反国民クイズ統一戦線「本格派」
通称「本格派」。議会制民主主義を訴える極めて小規模な反体制の学生団体。南原聖次、菊池聡、谷川修が現在も構成員として活動している。国民クイズ体制の象徴であるK井の暗殺をもくろんだが、のちにK井と和解する。

### 佐渡島共和国
佐渡島に位置する独立国家。憂木響子は同国の国防軍特殊工作隊に所属している。
かつて国民クイズ体制に反対する人々が「佐渡島の日本からの独立」を希望賞品に掲げて目標得点を達成し、独立国家・佐渡島共和国が成立した。当初は日本と相互不可侵条約を結んでいたが、現在は国交断絶状態であると説明されている。佐渡島共和国は日本と敵対する国家に位置付けられ、様々な干渉を日本に仕掛けてくる。
佐渡島共和国国防軍の軍人は佐渡おけさを図案化したと思われる帽章の制帽を着用する。現在は、国連や諸外国の支援で3万人の国民が暮らしている。

### その他の設定
- 国民クイズ省および国民クイズ本選のスタジオは、かつて国会議事堂だった建物内にある。本選への参加者数である”500人”は、衆議院議員の数に準じた設定と思われる。国民クイズ省の別館はカタツムリ状の現代建築で、服役中の不合格者と家族が面会できる場などが設けられている。
- K井K一とM田A子は、左耳に無線イアフォンを装着し、番組ディレクターからの指示を随時受けている。耳たぶに穴を開けて装着する構造になっており、脱着が煩雑（不可能）なのか、K井は業務時間外であっても外さない。イアフォンを着けたままのA子が水に入るシーンもある。

## 書誌情報
杉元伶一（原作）・加藤伸吉（作画） 『国民クイズ』 講談社〈モーニングKC〉、全4巻
1. 1994年5月23日発行、ISBN 4-06-328365-8
2. 1994年8月23日発行、ISBN 4-06-328376-3
3. 1994年12月17日発行、ISBN 4-06-328396-8
4. 1995年6月23日発行、ISBN 4-06-328416-6

杉元伶一（原作）、加藤伸吉（作画）『国民クイズ』 太田出版〈OhtaComics〉、上下巻 - 復刻版
1. 上巻 2001年8月23日発行、ISBN 4-87233-599-6
2. 下巻 2001年8月23日発行、ISBN 4-87233-600-3

## その他
- ゲンロン所属の編集者・徳久倫康は、自身が提唱する「クイズ形式の国民投票」を本作にちなみ「国民クイズ2.0」と命名。なお徳久はクイズを本作のような全体主義ではなく民主主義を支援するものとして捉えており、想定する状況は本作の設定とは異なる[2]。
- 朝日新聞の文化面2022年新春企画「覧古考新」の第1回（2002年1月1日掲載）にて、本作および伊藤計劃の『ハーモニー』を取り上げ、民主主義と自由などについて考察した。原作者の杉元伶一もコメントしている。

## 配信ドラマ
NETFLIX 全世界配信ドラマとして配信予定。

### キャスト
- 主演 - 山田孝之

### スタッフ
- 原作：『国民クイズ』原作 杉元伶一 / 作画 加藤伸吉（太田出版刊）
- 監督：吉田照幸
- 脚本：マギー、吉田照幸
- 企画・制作：THE SEVEN
- 制作プロダクション：ロボット
- 製作：Netflix